# Struer Kommune (1970-2006)
Struer Kommune i Ringkøbing Amt blev dannet ved kommunalreformen i 1970. Ved strukturreformen i 2007 blev den udvidet til den nuværende Struer Kommune ved indlemmelse af Thyholm Kommune.

## Tidligere kommuner
Struer havde været købstad, men det begreb mistede sin betydning med kommunalreformen. 6 sognekommuner blev lagt sammen med Struer Købstad til Struer Kommune:
| Kommune          | Folketal 1. januar 1970 | Byer                         |
| ---------------- | ----------------------- | ---------------------------- |
| Struer           | 9.294                   | Struer                       |
| Gimsing          | 1.716                   |                              |
| Hjerm            | 1.413                   | Hjerm                        |
| Resen-Humlum     | 2.349                   | Resenstad, Bremdal og Humlum |
| Vejrum           | 548                     | Vejrumstad                   |
| Venø             | 107                     |                              |
| Ølby-Asp-Fousing | 1.738                   | Asp og Linde                 |
| I alt            | 17.165                  |                              |

2 matrikler i Vejrum Sogn kom dog til Holstebro Kommune.

## Sogne
Struer Kommune bestod af følgende sogne:
- Asp Sogn (Hjerm Herred)
- Fousing Sogn (Hjerm Herred)
- Gimsing Sogn (Hjerm Herred)
- Hjerm Sogn (Hjerm Herred)
- Humlum Sogn (Skodborg Herred)
- Resen Sogn (Skodborg Herred)
- Struer Sogn (Hjerm Herred)
- Vejrum Sogn (Hjerm Herred)
- Venø Sogn (Skodborg Herred)
- Ølby Sogn (Hjerm Herred)

## Borgmestre[3]
| Navn                | Parti             | Periode   |
| ------------------- | ----------------- | --------- |
| S.E. Kristensen     | Venstre           | 1970-1986 |
| Niels Bergholt      | Venstre           | 1986-1998 |
| Leif Erik Sørensen  | Socialdemokratiet | 1998-2005 |
| Niels Viggo Lynghøj | Socialdemokratiet | 2005-2006 |